# Зеленортска Острва на Летњим олимпијским играма 1996.
Зеленортска Острва су дебитовала на Олимпијским играма у Атланти 1996..
Зеленортска делегација састављена од троје такмичара 2 мушкарца и 1 жена, који су се такмичили у атлетици. Најстарији учесник у екипи био је атлетичар Хенри Андраде са 34 године и 103 дана, а најмлађа такође  атлетичарка Исменија Фредерико са 25 година и 42 дана. 
Зеленортски олимпијски тим је остао у групи екипа које нису освојиле ниједну медаљу.
Националну заставу на свечаном отварању Олимпијских игара 2004. носило је Мануел Жесус Родригес.

## Учесници по спортовима
| Спорт      | Мушкарци | Жене | Укупно |
| ---------- | -------- | ---- | ------ |
| Атлетика   | 1        | 1    | 2      |
| Укупно (1) | 2        | 1    | 3      |

## Атлетика

### Мушкарци
| Атлетичар           | Дисциплина    | Лични рекорд | Квалификације     | Квалификације     | Четвртфинале      | Четвртфинале      | Полуфинале        | Полуфинале        | Финале            | Финале            | Детаљи |
| Атлетичар           | Дисциплина    | Лични рекорд | Резултат          | Место             | Резултат          | Место             | Резултат          | Место             |                   |                   | Детаљи |
| ------------------- | ------------- | ------------ | ----------------- | ----------------- | ----------------- | ----------------- | ----------------- | ----------------- | ----------------- | ----------------- | ------ |
| Хектор Андраде      | 110 м препоне | 13,45        | Није завршио трку | Није завршио трку | Није завршио трку | Није завршио трку | Није завршио трку | Није завршио трку | Није завршио трку | Није завршио трку |        |
| Антонио Карлос Пиња | Маратон       | 2:23:16      |                   |                   |                   |                   |                   |                   | 2:34:13           | 94 / 111 (124)    |        |

### Жене
| Атлетичар          | Дисциплина | Лични рекорд | Квалификације | Квалификације | Чевртфинале           | Чевртфинале           | Полуфинале            | Полуфинале            | Финале                | Финале       | Детаљи |
| Атлетичар          | Дисциплина | Лични рекорд | Резултат      | Место         | Резултат              | Место                 | Резултат              | Место                 | Резултат              | Место        | Детаљи |
| ------------------ | ---------- | ------------ | ------------- | ------------- | --------------------- | --------------------- | --------------------- | --------------------- | --------------------- | ------------ | ------ |
| Исменија Фредерико | 100 м      | 12,75        | 13,03         | 8. у гр. 6    | Није се квалификовала | Није се квалификовала | Није се квалификовала | Није се квалификовала | Није се квалификовала | 51 / 55 (56) |        |